# Stössenstock
Stössenstock är en bergstopp i Schweiz.   Den ligger i kantonen Uri, i den centrala delen av landet, 80 km öster om huvudstaden Bern. Toppen på Stössenstock är 2 941 meter över havet, eller 182 meter över den omgivande terrängen. Bredden vid basen är 3,7 km.
Terrängen runt Stössenstock är huvudsakligen bergig. Närmaste större samhälle är Engelberg, 8,1 km nordväst om Stössenstock. 
Trakten runt Stössenstock består i huvudsak av gräsmarker. Runt Stössenstock är det mycket glesbefolkat, med 4 invånare per kvadratkilometer.